# SDRAM
Az SDRAM (angol: synchronous dynamic random access memory, szinkron dinamikus tetszőleges hozzáférésű memória) egy DRAM amely szinkronizálva van egy buszrendszerrel. A klasszikus DRAM-nak egy aszinkron interfésze van, ami azt jelenti hogy olyan gyorsan válaszol, ahogy lehetséges a vezérlő információkra. Az SDRAM-nak egy szinkron interfésze van, ami azt jelenti, hogy vár az órajel-re mielőtt válaszolna a vezérlő információkra, ahol már szinkronizálva van a buszrendszerrel.